# Carin Cone
Carin Alice Cone, född 18 april 1940 i Huntington, är en amerikansk före detta simmare.
Cone blev olympisk silvermedaljör på 100 meter ryggsim vid sommarspelen 1956 i Melbourne.